# Tragopogon podolicus
Tragopogon podolicus là một loài thực vật có hoa trong họ Cúc. Loài này được (DC.) S.A.Nikitin miêu tả khoa học đầu tiên năm 1936.